# Popoli finnici

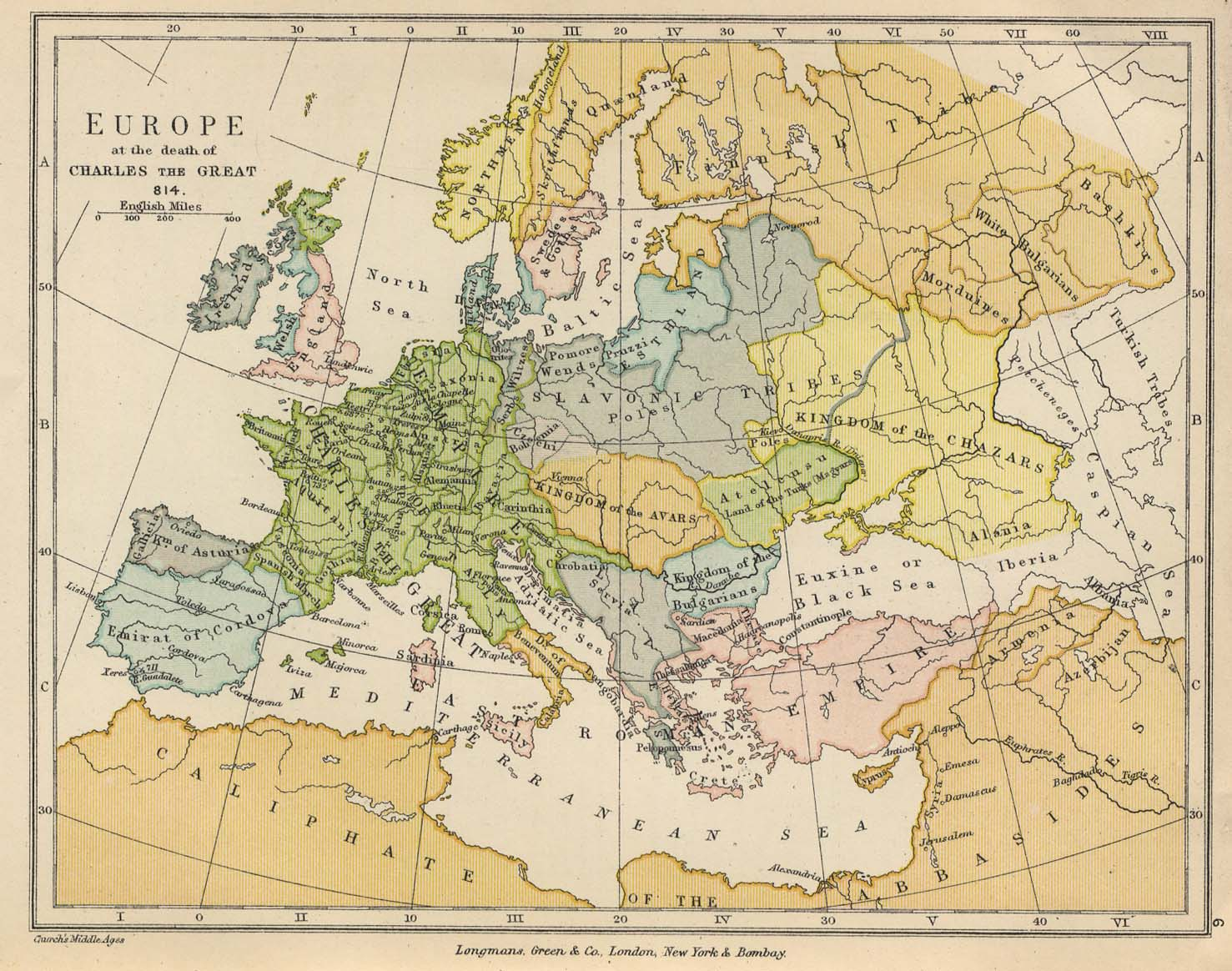
L'Europa nel IX secolo

I popoli finnici (o fennici) sono un gruppo storico-linguistico di genti i cui discendenti parlano lingue finnopermiche, le quali appartengono al gruppo ugro-finnico: i finnici del Baltico, che vivono vicino al Mar Baltico, finnici del Volga, nei pressi del fiume Volga, i permiani, nella Russia centro-settentrionale.
Il termine finnico in passato è stato usato per descrivere i parlanti delle lingue finno-lapponi, oggi denominati Sami, un popolo originariamente non ugro-finnico che adottò una lingua finnica.
I Permiani, inclusi i Komi e gli Udmurti sono talvolta pensati come appartenenti ai Finnici del Volga poiché, secondo alcune teorie, la loro antica patria si trova nella parte settentrionale del bacino del Volga.
I principali rappresentanti odierni dei Finnici Baltici, che hanno mantenuto la loro lingua, sono i Finlandesi ed Estoni.
Altri gruppi includono i Careliani, principalmente situati nella Carelia, in Finlandia e nella Russia nord-occidentale, i Finlandesi Ingriani, Votici e Vepsi che abitano intorno al Golfo di Finlandia e i laghi Onega e Ladoga, e vicino ai Setos e Võro, i quali vivono nell'Estonia sud-orientale. Nelle zone della Svezia settentrionale, una lingua finnica o un dialetto (Meänkieli) ha una considerevole presenza, mentre la minoranza dei Kveni della Norvegia parla il finnico. I parlanti nativi nei gruppi più piccoli sono spariti. Nel XX secolo i gruppi parlanti il livoniano e il votico erano rispettivamente ridotti a non più di un centinaio di individui.
Gli attuali rappresentanti dei Finlandesi del Volga sono i Mari (altrimenti detti Ceremissi) i quali vivono nella Mari El e i Mordvini (includendo i Moksha e gli Erzya) della Repubblica di Mordovia della Federazione Russa. Altri gruppi finnici del Volga come Muromiani, Merya e Meshchera, di cui si hanno attestazioni, sono da lungo tempo scomparsi.

## Storia

### Mesolitico
La regione è stata popolata fin dalla fine dell'era glaciale, circa 10.000 a.C. Le tracce più antiche di insediamenti umani sono connesse con le culture di Suomusjärvi e di Kunda. L'antico insediamento mesolitico di Pulli è localizzato presso il fiume Pärnu, e risale all'inizio del XIX millennio a.C. La cultura di Kunda ricevette il suo nome dal sito dell'insediamento di Lammasmäe nell'Estonia settentrionale, che risale più di 8500 anni fa. Manufatti in ossa e pietra simili a quelli trovati a Kunda sono stati scoperti altrove in Estonia, come pure nella Lettonia, Lituania settentrionale e Finlandia meridionale.

### Neolitico
Intorno al 5300 a.C. la ceramica entrò in Finlandia. Le più rappresentative appartengono alle culture della ceramica a pettine, note per i loro caratteristici motivi decorativi. Questo segna l'inizio del periodo Neolitico.

#### Cultura della ceramica a pettine

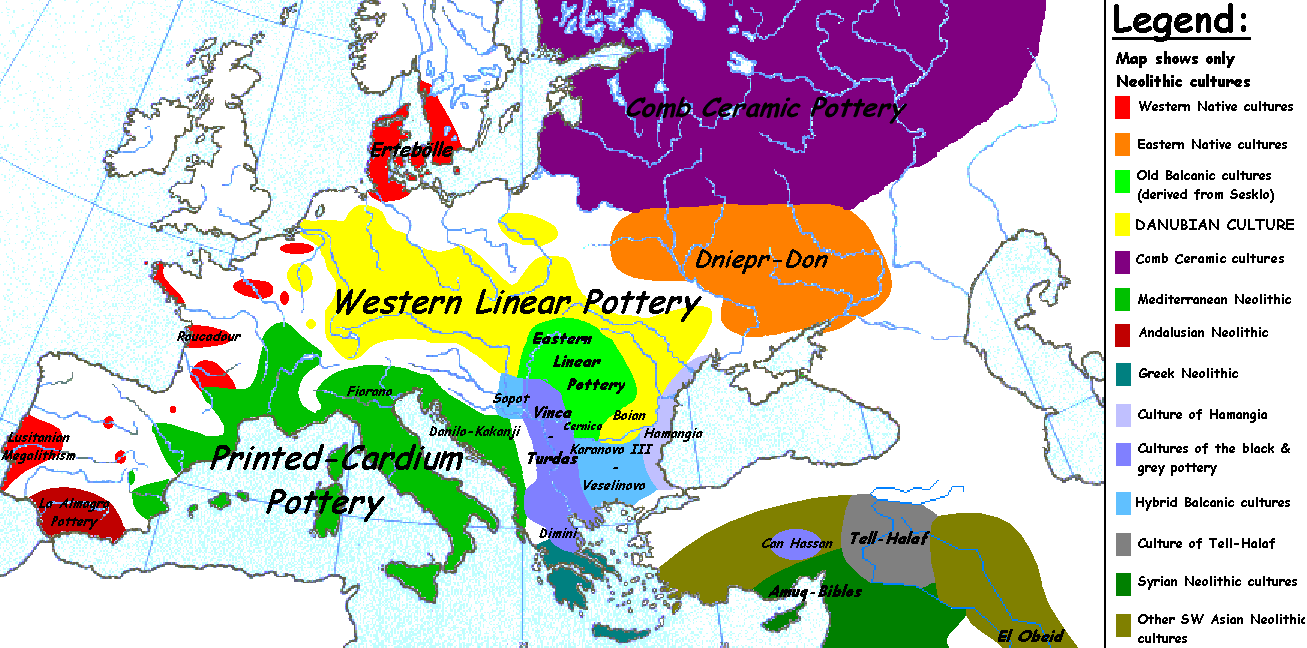
Periodo Neolitico

Fino dai primi anni ottanta l'arrivo di popoli finnici, gli antenati degli estoni, finlandesi, livoniani sulle rive del Mar Baltico intorno al 3000 a.C., venne associato con la cultura della ceramica a pettine Tuttavia, un tale collegamento di entità culturali archeologicamente definite a delle entità linguistiche non possono essere provate, ed è quindi stato suggerito che l'aumento di reperti degli insediamenti nel periodo è più probabilmente associato ad un boom economico correlato al riscaldamento del clima. Alcuni ricercatori hanno anche argomentato che una forma di lingua uralica possa essere stata parlata in Estonia e Finlandia fin dalla fine dell'ultima glaciazione.

### Età del bronzo
L'inizio dell'età del bronzo in Estonia viene fatta risalire approssimativamente al 1800 a.C., mentre in Finlandia poco dopo il 1500 a.C. Le regioni costiere della Finlandia furono influenzate della cultura del bronzo nordica, mentre nelle regioni dell'entroterra le influenze vennero dalle culture della Russia settentrionale che usavano il bronzo. Stava iniziando lo sviluppo delle frontiere fra i popoli finnici e i Baltici. Iniziarono ad essere costruiti i primi insediamenti fortificati, Asva e Ridala sull'isola di Saaremaa e Iru nell'Estonia settentrionale. Lo sviluppo delle costruzioni di navi facilitò la diffusione del bronzo. Ci furono dei mutamenti nelle usanze funebri; un nuovo tipo di cimitero si estese dalle aree germaniche ed estoni, tombe a cista in pietra e la cremazione divennero sempre più comuni a parte un piccolo numero di tombe in pietra a forma di barca.

### Età del ferro
L'età del ferro pre-romana inizia intorno al 500 a.C. e dura fino alla metà del I secolo d.C. I più vecchi oggetti in ferro vennero importati, sebbene fin dal primo secolo il ferro fosse fuso dal locale minerale di palude e lago. I siti degli insediamenti erano localizzati soprattutto in luoghi che offrissero protezione naturale. Furono così costruite fortezze, sebbene per un utilizzo temporaneo. L'apparizione di campi celtici quadrati circondati da recinti in Estonia risalgono a questo periodo. La maggioranza di pietre con intagli fatti dall'uomo, i quali presumibilmente erano collegati con idee magiche per incrementare la fertilità delle messi, risalgono a questo periodo. Un nuovo tipo di tomba inizia a svilupparsi: un tumulo di sepoltura quadrangolare, e le tradizioni funebri mostrano un chiaro inizio della stratificazione sociale.
L'età del ferro romana è approssimativamente datata tra il 50 e il 450 d.C., periodo interessato dunque dall'influenza dell'Impero romano. Nella cultura materiale questo viene riflesso da poche monete romane, gioielleria e manufatti. L'abbondanza di manufatti in ferro nell'Estonia meridionale svela più stretti legami con le aree meridionali del continente, mentre la Finlandia costiera e le isole dell'Estonia occidentale e settentrionale comunicavano con i loro confinanti principalmente via mare.
Alla fine di questo periodo erano emerse delle aree dialettiche tribali chiaramente definite: finniche (propriamente dette), tavastiane, careliane, estoni (settentrionali, meridionali e occidentali) incluse le isole, e la popolazione in ognuna di esse iniziava così a formare la propria idea di identità.

### Alto medioevo

#### I popoli finnici nelle cronache

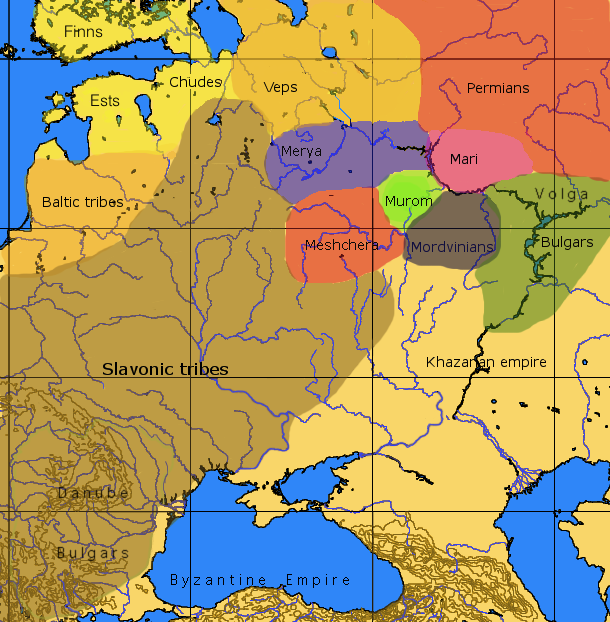
I popoli finnici menzionati dal monaco Nestor: Ciudi, Vepsi, Permiacchi, Merya, Muroma, Mari

La parola Finn fu per prima menzionata nella forma fenni dallo storico romano Tacito nel I secolo d.C. Tuttavia è possibile che potesse riferirsi ai popoli del Nord Europa in generale, particolarmente ai lapponi o sami. Successivamente, il nome finni venne usato da Claudio Tolomeo (170 d.C.) e dallo storico bizantino Giordane nella sua Getica (551 d.C.). La prima sicura menzione nelle fonti occidentali riferita ai Finni viene dal poema epico anglosassone Beowulf  (800 d.C.). Le informazioni riguardo alle tribù finniche diventano molto più numerose a cominciare dall'epoca vichinga (800–1050 d.C.). Fu solo nel 1171 dell'era volgare che la parola finni venne a significare i finnici.
Il termine Eesti, il nome degli estoni, è citato per la prima volta ancora da Tacito, esso tuttavia potrebbe avere indicato i popoli baltici. Nelle saghe nordiche (IX secolo) il termine iniziò ad essere usato per indicate gli estoni.
In un testo norvegese (XI-XII secolo) la prima menzione del nome Kiriali viene riferita ai careliani, come pure appare l'espressione "cornuti Finni", interpretato come riferito ai popoli lapponi o sami.
Il capitolo che si apre nella Cronaca degli anni passati elenca, fra gli altri, i seguenti popoli abitanti "nella parte di Jafet" : Ciudi, Merya, Muroma, Ves, Mordvini (Moksha ed Erzya), Perm', Pechera, Yam, Ugra, Liv.
Il nome Sum, cioè Suomi (Finlandia in Finnico), viene trovato nelle più antiche cronache russe, la Cronaca di Nestore (1000-1100). Sono elencati anche i nomi di altre tribù finniche inclusi i Vepsi, Cheremis, Mordvini (Moksha e Erzya), Permiani.
I Ciudi così come menzionati dal monaco Nestore nelle più antiche cronache russe, furono gli Esti o Estoni. Secondo la russa Cronaca degli anni passati i Ciudi erano delimitati dal Mar Varangiano (Mar Baltico). Nel 1030 Yaroslav I il Saggio invase il territorio dei Ciudi e fondò la città di Yuriev, (lo storico nome russo di Tartu, Estonia). Secondo le cronache degli slavi dell'antico oriente i Ciudi furono uno dei popoli fondatori dello stato di Rus'.
I Ciudi settentrionali (o orientali) furono anche un mitico popolo nel folklore dei russi settentrionali e i loro confinanti.
Nella mitologia Komi, i Ciudi settentrionali rappresentano i mitici antenati dei Komi

### Medioevo
Nel XIII secolo il mondo del Baltico orientale venne trasformato dalla conquista militare: prima Livi ed Estoni, poi i Finnici subiscono sconfitte, il battesimo, l'occupazione militare e talvolta lo sterminio da parte di gruppi germanici, danesi e svedesi.

## Contatti culturali inter-finnici
Oggi sono molto diffuse, tra le popolazioni che parlano la lingua finnica, manifestazioni interculturali, conferenze, musei, e collaborazioni artistiche, culturali tra istituzioni benefiche. Inoltre, artisti ed eruditi provenienti da molti popoli finnici, come Estoni, Finlandesi, Udmurti, Mordvini (Erzya e Moksha), Mari, e altri, sono attivi nel movimento culturale e filosofico legato all'arte Etnofuturista.

## Genetica

### DNA materno
Gli studi del DNA mitocondriale (mtDNA) hanno rivelato che i finlandesi-baltici e i finlandesi del Volga hanno la stessa origine genetica degli altri europei che non parlano lingue ugrofinniche. Nello stesso tempo gli studi genetici hanno mostrato che, per esempio, i Sami (che sono imparentati linguisticamente, ma geneticamente distinti dai finlandesi-baltici) hanno la più alta frequenza dell'aplogruppo V mtDNA in Europa (40.9%), seguiti da catalani (26.7%) e baschi (20.0%), facendo dei Sami un unico e antico sottogruppo di europei.
Secondo i dati dell'anno 2000 le più comuni frequenze dell'aplogruppo mtDNA e la diversità genetica tra finlandesi baltici e finlandesi del Volga erano le seguenti:
| Aplogruppo mtDNA | H    | I    | J    | K    | T    | U3   | U4   | U5   | V    | W    | X    | Altri | IWX  | HV   | KU   | JT   | Diversità genetica |
| ---------------- | ---- | ---- | ---- | ---- | ---- | ---- | ---- | ---- | ---- | ---- | ---- | ----- | ---- | ---- | ---- | ---- | ------------------ |
| Baltico-Finnico  |      |      |      |      |      |      |      |      |      |      |      |       |      |      |      |      |                    |
| Finlandia        | .278 | .063 | .044 | .051 | .051 | .000 | .025 | .139 | .089 | .076 | .000 | .127  | .152 | .367 | .215 | .139 | .970               |
| Estonia          | .214 | .000 | .000 | .000 | .107 | .000 | .071 | .179 | .000 | .071 | .000 | .250  | .107 | .214 | .250 | .179 | .989               |
| Carelia          | .313 | .024 | .000 | .024 | .072 | .000 | .084 | .181 | .060 | .036 | .000 | .120  | .096 | .373 | .289 | .120 | .964               |
| Volga-Finnico    | .176 | .029 | .032 | .029 | .118 | .000 | .147 | .118 | .029 | .000 | .000 | .176  | .029 | .206 | .294 | .294 | .982               |

L'aplogruppo U è un gruppo di individui che discendono da una donna che visse intorno a 50.000 anni fa nel ramo dell'aplogruppo R della albero genografico. I suoi discendenti diedero origine a molti sottogruppi, alcuni dei quali mostrano appartenenza a specifiche zone geografiche. Per esempio un sottogruppo U5 è localizzato in Finlandia e nelle sue popolazioni. Questo è probabilmente il risultato dell'isolamento geografico, linguistico e culturale delle popolazioni finniche, che le ha tenute geneticamente isolate. L'aplogruppo U5 che per prima si sviluppò in Europa è un gruppo di individui che discende da una donna che visse intorno a 52.000 anni fa. L'U5 viene trovato anche in piccole frequenze e a molta più bassa diversità nel Vicino Oriente e parti dell'Africa, suggerendo perciò una migrazione di ritorno (back-migration) dei popoli dall'Europa settentrionale verso il sud.

### DNA Paterno
Uno degli uomini facente parte di un gruppo di persone del Clan Eurasiatico, nato probabilmente nella Siberia circa 10.000 anni fa, fece aumentare il marcatore LLY22G, il quale definisce l'aplogruppo N nell'albero genografico. Oggi i suoi discendenti effettivamente individuano una migrazione di popoli di lingua uralica durante le ultime migliaia di anni come i Sami, i popoli della Svezia settentrionale, Norvegia, Finlandia e Russia. I Sami hanno anche il lignaggio U5 nella loro popolazione, e ciò indica che il marcatore può essere stato introdotto durante la loro migrazione in questi territori nordici.
È stato trovato un collegamento genetico fra Sami e la regione russa del Volga-Ural, che indica un più recente contributo di genti di questa regione alla popolazione Sami, recente di 2700 anni fa.
I dati del cromosoma Y hanno anche rivelato una comune discendenza ugro-finnica per i maschi dei popoli baltici confinanti, che parlano delle lingue baltiche indoeuropee. Secondo gli studi, i maschi baltici sono più strettamente imparentati con i finlandesi del Volga parlanti l'ugro-finnico come i Mari, piuttosto che ai finlandesi baltici. È stato scoperto che l'indicatore dell'origine ugro-finnica sia più frequente nei Lettoni (42%) e Lituani (43%) che negli Estoni (34%). I risultati suggeriscono che i territori di Estonia, Lettonia e Lituania siano stati insediati da tribù ugro-finniche fin dal primo periodo mesolitico.

### Annotazioni
1. ↑  I finnici hanno quattro maggiori suddivisioni: i Lapponi, i popoli finnici del Baltico, i popoli finnici del Volga e i Permiani[1]
2. ↑  I popoli finnici dell'USSR sono divisi linguisticamente in cinque gruppi. Occidentali (Balto-Finnici), Settentrionali (Lapponi), Mordviniani, Orientali (Mari), e Permiani[2]
3. ↑  Le radici dell'etnicità dei Sami derivano dal popolo che arrivò dalla Finlandia orientale e parlava il proto-sami, divergente dall'antico proto-finnico. Questi popoli vennero perciò assimilati alle genti già residenti al Nord i quali parlavano alcune antiche lingue europee o uraliche.[4]
4. ↑  I Komi, il più settentrionale dei popoli finnici, abita i bacini del corso superiore del Vychegda e del Pečora[5]
5. ↑  Gli Udmurti sono un popolo finnico, una delle genti che costituisce il ramo orientale dei popoli ugro-finnici concentrati nel bacino del Volga[6]
6. ↑  I Careli sono un popolo finnico, discendente da un gruppo di popoli tribali che migrarono dalla regione del Volga[10]
7. ↑  Gli Ingriani o Ingeri, che definivano loro stessi e la loro patria Inkeri, sono un popolo finnico, ciò che rimane di una molto più vasta popolazione prima della seconda guerra mondiale[11]
8. ↑  I Vepsi sono una popolazione finnica culturalmente e linguisticamente correlata ai confinanti Careli[12]
9. ↑  I Mari sono un popolo finnico, appartenenti al ramo del Volga delle genti ugro-finniche[13]

### Fonti
1. ↑  Sinor,  p 130.
2. ↑  Wixman,  p. 68.
3. ↑  (EN) Finno-Lappic at Google Books, at Google Scholar
4. ↑  Jarvenpa,  p 158.
5. ↑  Minahan,  p. 379.
6. ↑  Minahan,  p. 703.
7. ↑   James Minahan, I diversi popoli anteriori all'Unione, ABC-CLIO, 2004,  p. 115, ISBN 978-1-57607-823-5.
8. ↑  Minahan,  p. 234.
9. 1 2 3  (EN) Finnic peoples | History, Culture & Language | Britannica, su www.britannica.com. URL consultato il 10 marzo 2024.
10. ↑  Minahan,  p. 369.
11. ↑  Minahan,  p. 320.
12. ↑  Minahan,  p. 721.
13. ↑  Minahan,  p. 457.
14. ↑   Jean-Jacques Subrenat, Estonia: identity and independence, Amsterdam, Rodopi, 2004,  p. 24, ISBN 90-420-0890-3.
15. ↑  (EN)  Minahan, James, Miniature empires: a historical dictionary of the newly independent states, Westport, Conn, Greenwood Press, 1998,  p. 153, ISBN 0-313-30610-9.
16. ↑  (EN)  Helle, Knut, The Cambridge history of Scandinavia, Cambridge, UK, Cambridge University Press, 2003,  p. 51, ISBN 0-521-47299-7.
17. ↑   Jean-Jacques Subrenat, Estonia: identity and independence, 2004,  p. 26.
18. ↑   Jean-Jacques Subrenat, Estonia: identity and independence, 2004,  pp. 28–31.
19. ↑  Tac., Ger., 46
20. ↑  Jor., Get., III, 24: Finni mitissimi.
21. ↑  Tac., Ger., 45
22. 1 2   Samuel H. Cross, Russian Primary Chronicle: Laurentian Text[collegamento interrotto], Medieval Academy of America, 1968,  p. 52, ISBN 0-910956-34-0.
23. ↑  (EN)  Angela Marcantonio, The Uralic language family: facts, myths and statistics (Publications of the Philological Society), Blackwell Publishing Professional, 2002,  pp. 21–3, ISBN 0-631-23170-6.
24. 1 2  (EN) John Abercromby, The Pre- and Proto-historic Finns, Both Eastern and Western: With the Magic Songs of the West Finns, Nutt, 1898,  p. 141. URL consultato il 10 marzo 2024.
25. ↑  (EN) Pre- and Proto-historic Finns di John Abercromby p.142
26. ↑  (EN) Forest Myths di Pavel F. Limerov
27. ↑   Christiansen, Eric, The northern Crusades, Harmondsworth [Eng.], Penguin, 1997,  p. 93, ISBN 0-14-026653-4.
28. ↑   Markku Niskanen, L'origine dei finlandesi baltici (PDF), su mankindquarterly.org, The Mankind Quarterly, 2002. URL consultato il 6 ottobre 2008.
29. ↑   Simoni L, Calafell F, Pettener D, Bertranpetit J, Barbujani G, Geographic patterns of mtDNA diversity in Europe, in Am. J. Hum. Genet., vol. 66, 1ª ed., gennaio 2000,  pp. 262–78, DOI:10.1086/302706, PMC 1288355, PMID 10631156.
30. ↑  (EN) Analisi filogenetica del DNA mitocondriale
31. ↑  (EN) The Genographic Project at Archiviato il 13 aprile 2005 in Internet Archive. National Geographic
32. ↑  (EN)  Ingman M, Gyllensten U, A recent genetic link between Sami and the Volga-Ural region of Russia, in Eur. J. Hum. Genet., vol. 15, 1ª ed., gennaio 2007,  pp. 115–20, DOI:10.1038/sj.ejhg.5201712, PMID 16985502.
33. ↑  (EN) Siiri Rootsi, Human Y-Chromosomal Variation in European Populations (PDF), su utlib.ee, Tartu University Press, 19 ottobre 2004. URL consultato l'8 ottobre 2008.
34. ↑  (EN) Virpi Laitinen, Päivi Lahermo, Y-Chromosomal Diversity Suggests that Baltic Males Share Common Finno-Ugric-Speaking Forefathers (PDF), su content.karger.com, Department of Genetics, Università di Turku, Turku, Centro Genoma Finnico, Università di Helsinki, 24 agosto 2001. URL consultato l'8 ottobre 2008.